# Condado de Sublette (Wyoming)
El condado de Sublette (en inglés: Sublette County) fundado en 1921 es un condado en el estado estadounidense de Wyoming. En el 2000 el condado tenía una población de 5.920 habitantes en una densidad poblacional de 0,47 personas por km². La sede del condado es Pinedale.

## Geografía
Según la Oficina del Censo, el condado tiene un área total de 12 784 km² (4935,9 mi²), de la cual 12 647 km² (4883,0 mi²) es tierra y 137 km² (52,9 mi²) (1.08%) es agua.

### Condados adyacentes
- Condado de Fremont - este
- Condado de Sweetwater - sureste
- Condado de Lincoln - suroeste
- Condado de Teton - noroeste

## Demografía
En el 2000 la renta per cápita promedia del condado era de $$39,044, y el ingreso promedio para una familia era de $45,000. En 2000 los hombres tenían un ingreso per cápita de $35,000 versus $21,109 para las mujeres. El ingreso per cápita para el condado era de $20,056. Alrededor del 9.70% de la población estaba bajo el umbral de pobreza nacional.

## Comunidades

### Pueblos
- Big Piney
- Marbleton
- Pinedale

### Lugares designados por el censo
- Bondurant
- Boulder
- Calpet
- Cora
- Daniel